# Banaganapalle
Banaganapalle es una ciudad censal situada en el distrito de Kurnool en el estado de Andhra Pradesh (India). Su población es de 20749 habitantes (2011). Se encuentra a 65 km de Kurnool y a 304 km de Bangalore. 

## Demografía
Según el censo de 2011 la población de Banaganapalle era de 20749 habitantes, de los cuales 10294 eran hombres y 10455 eran mujeres. Banaganapalle tiene una tasa media de alfabetización del 73,55%, superior a la media estatal del 67,02%: la alfabetización masculina es del 81,06%, y la alfabetización femenina del 66,25%.